# Kijoši Kaneda
Kijoši Kaneda (japonsky: 金田清之, Kaneda Kijoši; ? – 6. července 1943) byl důstojníkem japonského císařského námořnictva na začátku druhé světové války. Dosáhl hodnosti fregatního kapitána (中佐 čúsa). Postupně velel torpédoborcům Šigure, Hajašio a Niizuki.
Na Hajašio strávil začátek války od podpory invaze v Legaspi až k bojům o Guadalcanal. Přežil potopení Hajašio a od 20. února 1943 dohlížel v Nagasaki na dokončovací práce na Niizuki. Po zařazení Niizuki do služby se 31. března 1943 stal jeho kapitánem. Zahynul spolu s většinou jeho posádky, když byl Niizuki krátce po půlnoci na 6. července 1943 rozstřílen a potopen americkými lehkými křižníky v bitvě v zálivu Kula.